# Weirdsville
Weirdsville ist eine US-amerikanische und kanadische Krimi-Komödie aus dem Jahr 2007. Regie führte Allan Moyle, das Drehbuch schrieb Willem Wennekers.

## Handlung
Der Film spielt im fiktiven kanadischen Ort „Weedsville“, zu deutsch „Hanfdorf“. Die beiden Gelegenheitsgauner und Junkies Dexter und Royce haben Schulden bei ihrem Dealer Omar. Dieser bietet den beiden an, die Rückzahlung der Schulden durch den Verkauf seiner Drogen zu beschleunigen.
Bei der gemeinsamen „Verkostung“ des Heroins, zusammen mit der Freundin Mattis, konsumieren sie jedoch die gesamte Ware, was den Tod von Matilda zur Folge hat.
Um doch noch an das Geld für ihren Dealer zu gelangen, beschließen die beiden daher den reichen Ex-Hippies Taylor zu bestehlen.
Die Leiche ihrer Freundin, die die beiden in einem alten Autokino versteckt haben, wird unterdessen von Satanisten entdeckt und zur Teufelsanbetung missbraucht. Es stellt sich aber heraus, dass Matilda noch lebt. Sie schafft es den Satanisten zu entkommen und schließt sich ihren beiden Freunden an.
Neben Omar, der mittlerweile die Geduld ob seiner offenen Schulden verloren hat, verfolgen nun auch die Satanisten die Gruppe. Auch Taylor, der seinen gestohlenen Safe sucht, schließt sich den Verfolgern an. Unterstützung finden die drei kurzfristig in einer Gruppe kleinwüchsiger Hobby-Rollenspieler, mit deren Hilfe es am Ende gelingt, ihren Widersachern Paroli zu bieten.

## Kritiken
„Fantastische Plot-Wendungen, schrille Typen und absurde Einfälle, die für zwei bis drei Filme gereicht hätten, lassen wenig Langeweile aufkommen in dieser Kriminalkomödie mit Love Story, Horror-Sahnehäubchen und Zwergen in Ritterrüstungen vom nicht besonders fleißigen, doch wenn mal aktiven, dann meistens auch interessanten Regisseur Allen Moyle (‚Pump Up the Volume‘). Scott Speedman (‚Underworld‘) und Wes Bentley (‚American Beauty‘) überzeugen als Slacker mit Herz in einem schwarzhumorigen Thrillervergnügen mit Kultpotential.“

## Auszeichnungen
Der Film wurde 2007 von der Directors Guild of Canada in zwei Kategorien für den DGC Craft Award nominiert. 2009 erhielt er eine Nominierung der Motion Picture Sound Editors für den Golden Reel Award im Bereich „Beste Tonbearbeitung“.